# 弗謝盧格湖
弗謝盧格湖是俄羅斯的湖泊，由特維爾州負責管轄，位於瓦爾代高地，長14公里、寬4公里，面積37平方公里，平均水深7.7米，最大水深16米，海拔高度206米。